# Mal (Mauritanie)
Mal (également appelé Malé ou Sori Malé) est une commune et une ville du sud-ouest de la Mauritanie, située dans le département d'Aleg de la région de Brakna, à la frontière avec le Sénégal.

## Géographie
C'est la commune la plus peuplée de la région de Brakna.